# Achtzeiler
Ein Achtzeiler (auch Oktett) ist in der Verslehre eine aus acht Versen bestehende Strophen- oder Gedichtform.
Als spezifische Formen sind zu nennen:
- in der keltischen Dichtung: Cyhydedd Hir
- in der altnordischen Dichtung: Dróttkvætt und Fornyrðislag
- in der mittelhochdeutschen Dichtung: Nibelungenstrophe, davon abgeleitet der Hildebrandston und die Heunenweise als dessen spezielle Form
- in der italienischen Dichtung: Stanze und deren Sonderform Siziliane
- in der französischen Dichtung: Huitain und Triolett